# قاشق خاویار

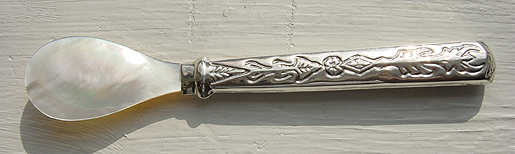
قاشق خاویار مادر مروارید با دسته نقره‌ای کنده‌کاری شده

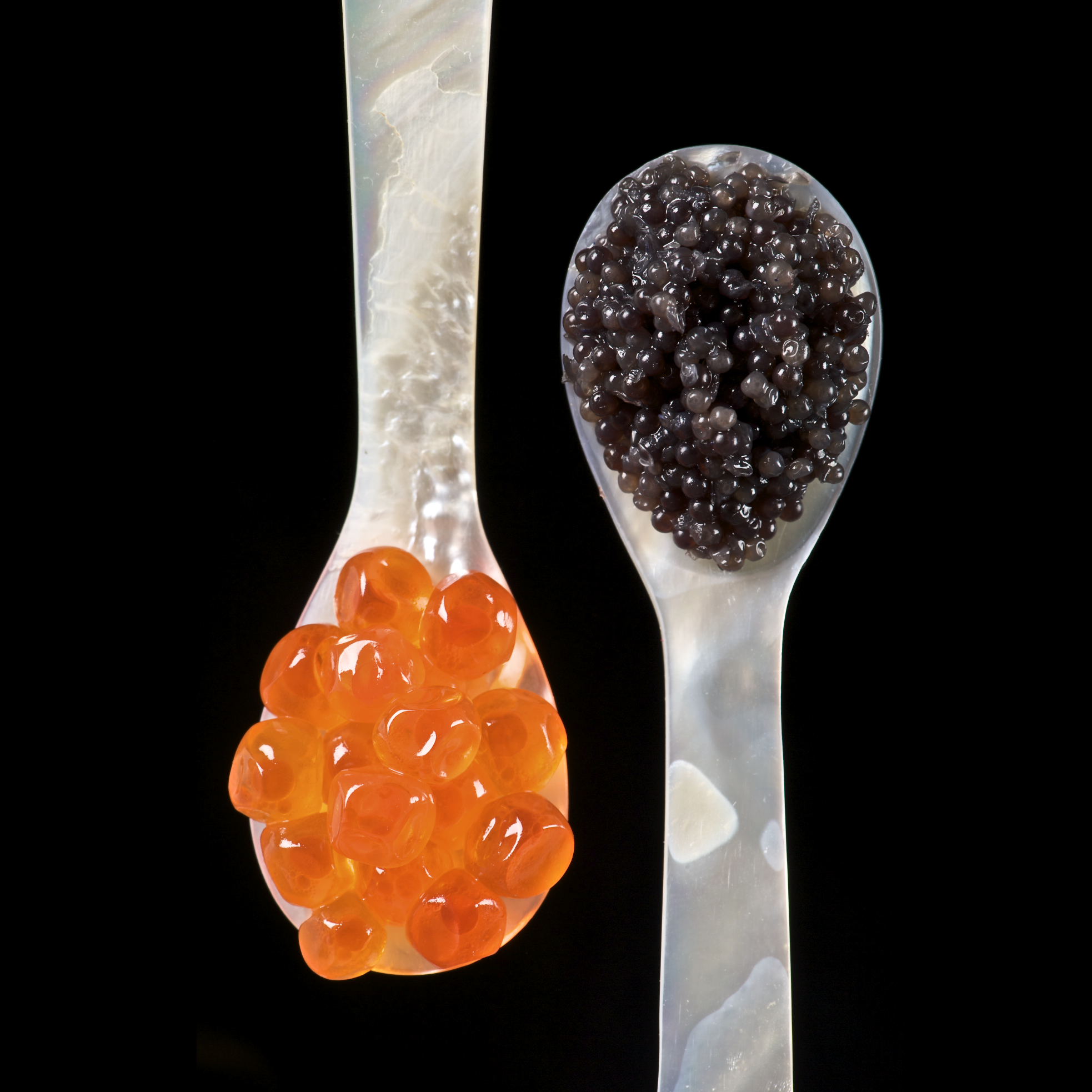
قاشق خاویار پرشده از خاویار

قاشق خاویار به‌طور سنتی از مواد بی‌کنش مانند مادر مروارید، طلا، شاخ حیوانات و چوب ساخته می‌شود.
این باور وجود دارد که خاویار نباید با قاشق فلزی سرو شود زیرا ممکن است مزه ناخوشایندی به خاویار بدهد. برخی از متخصصان غذا با اشاره به این که خاویار عموماً در قوطی‌های فلزی بسته‌بندی و فروخته می‌شود، تأثیر فلزات بر مزه خاویار را تصوری نادرست می‌دانند؛ هرچند بعضی نیز باور دارند با توجه به واکنش‌پذیر بودن نقره، این فلز می‌تواند مزه خاویار را تغییر دهد.
طول قاشق خاویار معمولاً ۳ تا ۵ اینچ است و کاسه کوچک و گود آن می‌تواند پهن یا بیضی‌شکل باشد.